# Cornelia Fischer (Köchin)
Cornelia Fischer (* 23. Dezember 1984 in Würzburg) ist eine deutsche Köchin.

## Werdegang
Nach einer Hotelfachlehre folgte eine zweite Ausbildung zur Köchin, die sie 2011 als Jahrgangsbeste der IHK Fulda abschloss. Dann ging sie zum Tigerpalast in Frankfurt am Main (ein Michelinstern) und nach einer Zwischenstation 2015 als Chef de Partie zum Restaurant Überfahrt bei Christian Jürgens in Rottach-Egern. (drei Michelinsterne). 2019 wurde sie Souschef im Schloss Schauenstein bei Andreas Caminada in der Schweiz (drei Michelinsterne).
2021 wurde sie Küchenchefin in beiden Restaurants des Hotels Zur Schwane in Volkach, im Schwane1404 und im Weinstock. Letzteres wurde mit einem Michelinstern ausgezeichnet.
Ab September 2024 wird sie Küchenchefin im Restaurant Überfahrt in Rottach-Egern; im Juni 2025 wurde das Restaurant mit einem Michelinstern ausgezeichnet.

## Auszeichnungen
- 2024: Köchin des Jahres im Schlemmer Atlas[2]
- 2025: Ein Michelinstern für das Restaurant Überfahrt in Rottach-Egern[5]